# Diallomus
Diallomus es un género de arañas araneomorfas de la familia Ctenidae. Se encuentra en Sri Lanka.

## Lista de especies
Según The World Spider Catalog 12.0:
- Diallomus fuliginosus Simon, 1897
- Diallomus speciosus Simon, 1897